# Énergie solaire en Israël

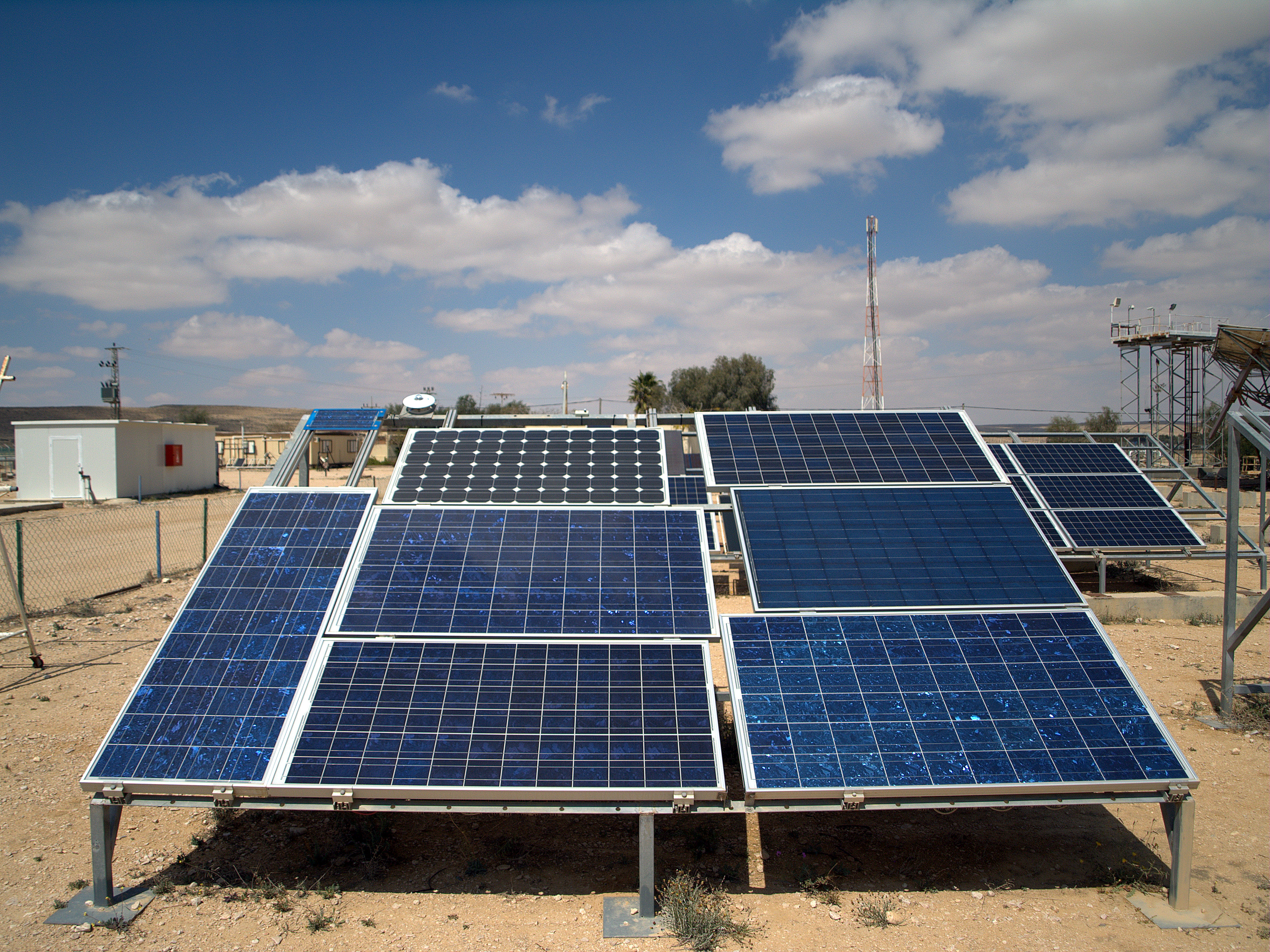
Installation photovoltaïque au Centre National Israélien de l'Énergie Solaire.

L'énergie solaire en Israël concerne l'utilisation de l'énergie du soleil en Israël, qui a débuté dès les premiers jours de l'État.
Les ingénieurs israéliens ont ainsi été à la pointe de la technologie dans le domaine de l'énergie solaire et les entreprises du pays réalisent des projets dans le monde entier. BrightSource, Solel et Brenmiller Energy travaillent notamment dans le domaine du solaire concentré. En outre, SolarEdge est l'un des leaders du marché des onduleurs pour les installations photovoltaïques.
En 2023, le solaire photovoltaïque a fourni 9,3 % de la production d'électricité du pays et le solaire thermodynamique 1,0 %.
L'Agence internationale de l'énergie place Israël au 6e rang mondial pour la pénétration du photovoltaïque (15 %) en 2023.

## Histoire
Dans les années 1950, Levi Yissar développe un chauffe-eau solaire afin de faire face à la pénurie d'énergie qui sévit dans le pays d'accueil. En 1967, 50 000 chauffe-eau solaires ont été vendus, ce qui correspond à environ un foyer sur vingt produisant une partie de son eau chaude domestique grâce au soleil. À la suite du crise pétrolière des années 1970, Harry Zvi Tabor, le père de l'industrie de l'énergie solaire en Israël développe un prototype de chauffe-eau solaire utilisé au XXIe siècle dans plus de 90 % des maisons du pays.
Les ingénieurs israéliens ont été à la pointe de la technologie dans le domaine de l'énergie solaire et les entreprises du pays réalisent des projets dans le monde entier. BrightSource, Solel et Brenmiller Energy travaillent notamment dans le domaine du solaire concentré. En outre, SolarEdge est l'un des leaders du marché des onduleurs pour les installations photovoltaïques.

## Solaire thermique

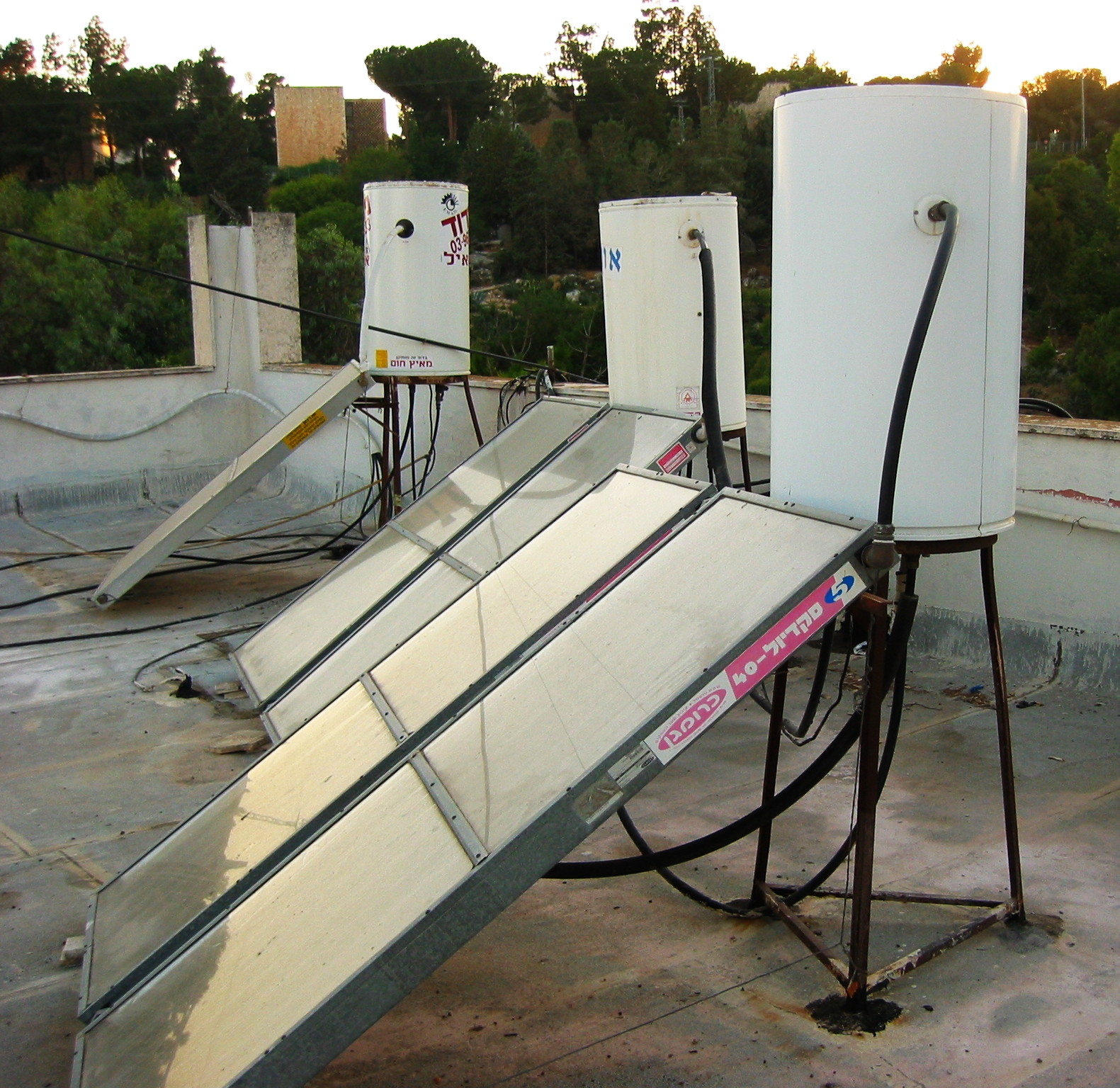
Chauffe-eau solaires sur un toit à Jérusalem.

Israël est un important producteur de chaleur d’origine solaire : fin 2015, la puissance installée cumulée des capteurs solaires thermiques en Israël atteignait 3 194 MWth, soit 4,56 Mm2 (millions de m²) de capteurs, au 9e rang mondial avec 0,7 % du total mondial pour 0,1 % de la population mondiale, et la puissance solaire thermique par habitant se situait au 4e rang mondial avec 397 Wth fin 2015 contre 421 Wth en Autriche, 400 Wth à Chypre, 226 Wth en Chine et 164 Wth en Allemagne.
Dès le début des années 1990, tous les nouveaux bâtiments résidentiels doivent être équipés de chauffe-eau solaires. Le Ministère des Infrastructures Nationales estimait en 2007 que les chauffe-eau solaires couvraient 4 % de la demande totale d'énergie du pays.

## Photovoltaïque

### Production
En 2023, la production solaire photovoltaïque s'est élevée à 6 965 GWh, soit 9,3 % de la production d'électricité du pays.
| Année | Production (GWh) | Accroissement | Part prod. élec. |
| 2010  | 70               |               | 0,1 %            |
| 2011  | 192              | +174 %        | 0,3 %            |
| 2012  | 369              | +92 %         | 0,6 %            |
| 2013  | 494              | +34 %         | 0,8 %            |
| 2014  | 840              | +70 %         | 1,4 %            |
| 2015  | 1 115            | +33 %         | 1,7 %            |
| 2016  | 1 544            | +38 %         | 2,3 %            |
| 2017  | 1 511            | -2 %          | 2,2 %            |
| 2018  | 1 574            | +4 %          | 2,3 %            |
| 2019  | 2 609            | +66 %         | 3,6 %            |
| 2020  | 3 524            | +35 %         | 4,9 %            |
| 2021  | 4 574            | +30 %         | 6,2 %            |
| 2022  | 5 352            | +17 %         | 7,0 %            |
| 2023  | 6 965            | +30 %         | 9,3 %            |

L'Agence internationale de l'énergie estime le taux de pénétration théorique du solaire photovoltaïque à 15 % de la consommation totale d'électricité du pays fin 2023 ; seuls cinq pays ont une part plus élevée : l'Espagne (21,1 %), les Pays-Bas (20,5 %), le Chili (19,5 %), la Grèce (17,8 %) et l'Australie (15,2 %) ; l'Allemagne est au 7e rang (14,4 %) ; cette estimation est basée sur la puissance installée au 31/12/2023, donc supérieure à la production réelle de l'année.

### Puissance installée
En 2022, Israël a installé 1,2 GWc.
En 2021, Israël a installé 935 MWc.
En 2020, Israël a installé 590 MWc, uniquement en diffus (petites installations en toitures), portant sa puissance installée à 2 550 MWc, dont 1 447 MWc en diffus et 1 103 MWc de centrales solaires.
En 2019, Israël a installé 1,1 GWc.
En 2018, Israël a installé 432 MWc, portant sa puissance installée à environ 1,5 GWc.
| 2004 | 2005 | 2006 | 2007 | 2008 | 2009 | 2010 | 2011 | 2012 | 2013 | 2014 | 2015 | 2016 | 2017 | 2018 | 2019 | 2020 | 2021 | 2022 |
| ---- | ---- | ---- | ---- | ---- | ---- | ---- | ---- | ---- | ---- | ---- | ---- | ---- | ---- | ---- | ---- | ---- | ---- | ---- |
| 0,9  | 1,0  | 1,3  | 1,8  | 3,0  | 24,5 | 69,9 | 190  | 237  | 481  | 731  | 780  | 910  | 1100 | 1500 | 1960 | 2550 | 3485 | 4700 |

## Solaire thermodynamique

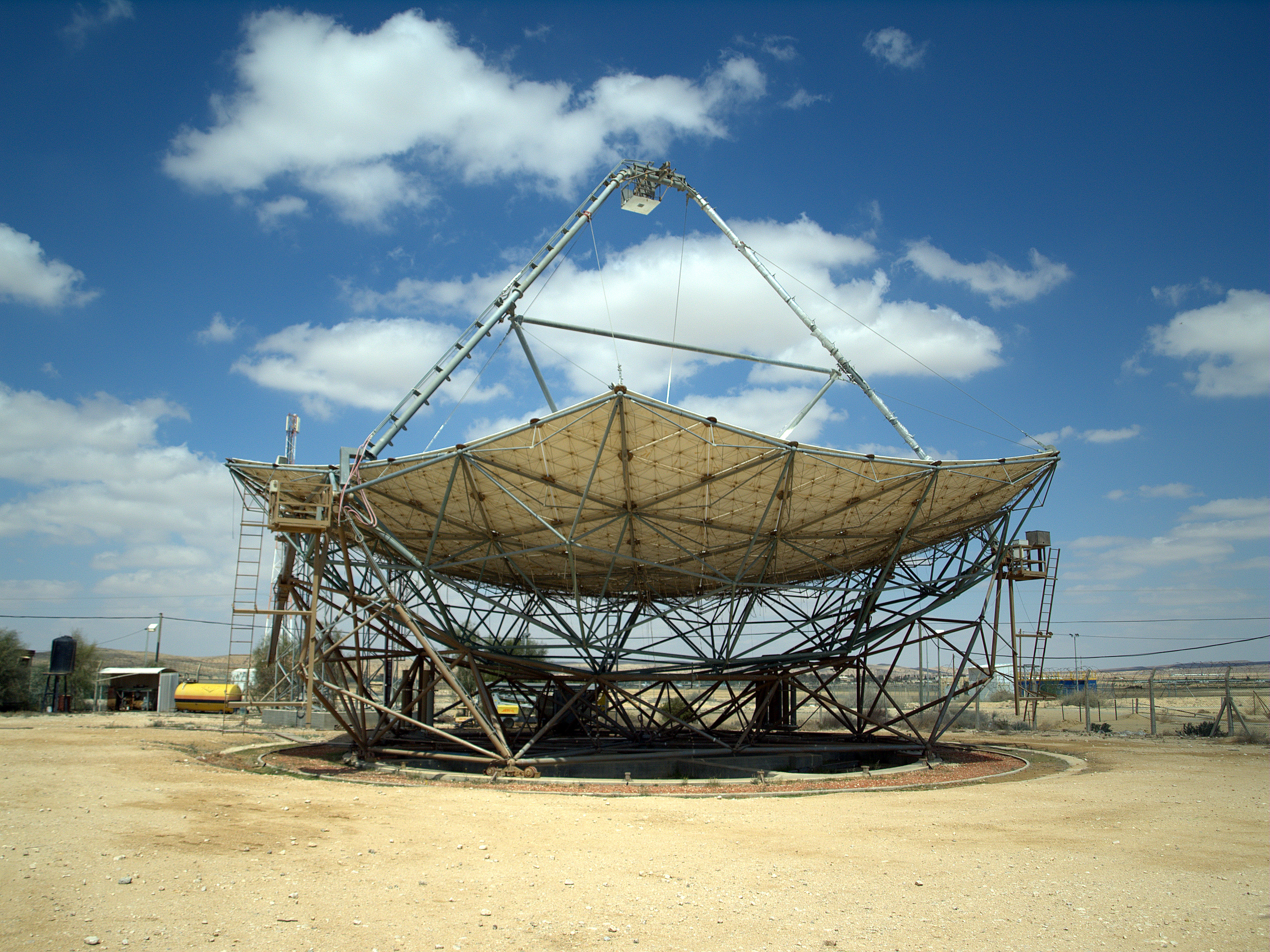
Concentrateur solaire parabolique au

En 2023, la production solaire thermodynamique s'est élevée à 762 GWh, soit 1,0 % de la production d'électricité du pays.
| Année | Production (GWh) | Accroissement | Part prod. élec. |
| 2019  | 505              |               | 0,7 %            |
| 2020  | 638              | +26 %         | 0,9 %            |
| 2021  | 776              | +22 %         | 1,1 %            |
| 2022  | 731              | 0 %           | 1,0 %            |
| 2023  | 762              | 0 %           | 1,0 %            |

Les centrales Ashalim 3 (tour solaire de 121 MW) et Ashalim 4 (centrale à miroir cylindro-parabolique de 110 MW, avec stockage de 4,5 heures) ont été mises en service en 2018. Mais le prix de revient de leurs kWh est six fois plus élevé que celui des centrales photovoltaïques.
La tour solaire d'Ashalim 3, construite dans le désert du Néguev, dans le sud d'Israël, en coopération avec Alstom et BrightSource, était encore en 2021 la plus haute au monde. Elle mesure 250 mètres de haut, soit l'équivalent de 80 étages. Selon Eran Gartner, PDG de Megalim Power Ltd, « plus les héliostats sont concentrés, plus la tour doit être élevée pour qu’il n’y ait pas d’interférences entre les rangées de miroirs »,.
La centrale à tour solaire SEDC (6 MW), construite par Brightsource, a été mise en service en 2008. La centrale à miroirs cylindro-paraboliques Ashalim Plot A (110 MW) a été construite de 2015 à 2019 pour Negev Energy par Abengoa et Shikun&Binui ; son stockage de sels fondus a une capacité de 4,5 heures. La centrale à tour solaire Ashalim Plot B / Megalim (121 MW) a été construite de 2015 à 2019 par la coentreprise américaine Megalim Solar Power Ltd (BrightSource 25 % ; GE Renewable Energy 25 % ; Noy Fund 50 %).